# 크림 연방관구
크림 연방관구(러시아어: Кры́мский федера́льный о́круг 크림스키 페데랄니 오크루크[*])는 러시아에 존재하는 연방관구 가운데 하나이다. 본부는 심페로폴에 있었으며 크림 공화국과 세바스토폴을 관할하였다.
2014년 3월 21일 러시아가 크림반도를 병합하면서 신설되었으며 2016년 7월 28일을 기해 남부 연방관구에 합병되면서 폐지되었으나 2022년 자포리자주와 헤르손주를 우크라이나로부터 분리 병합시키면서 다시 설립되었다.

## 연방주체
| 크림 연방관구 | 크림 연방관구 | 크림 연방관구 | 크림 연방관구 | 크림 연방관구 | 크림 연방관구 | 크림 연방관구 | 크림 연방관구  |
| #             | 국기          | 국장          | 연방주체      | km2 단위 면적 | 인구          | 수도          | 행정 구역 지도 |
| ------------- | ------------- | ------------- | ------------- | ------------- | ------------- | ------------- | -------------- |
| 1             |               | border=no     | 크림 공화국   | 26,100        | 1,966,801     | 심페로폴      |                |
| 2             |               | border=no     | 세바스토폴    | 900           | 379,200       | 세바스토폴    |                |

1. ↑  “1.1. Основные социально-экономические показатели в 2014 г.” [Main socioeconomic indicators 2014]. 《Regions of Russia. Socioeconomic indicators - 2015》 (러시아어). Russian Federal State Statistics Service. 2018년 9월 26일에 원본 문서에서 보존된 문서. 2016년 7월 26일에 확인함.